# Viento salvaje (película de 1974)
Viento salvaje es una película de drama y wéstern mexicana de 1974, dirigida por Zacarías Gómez Urquiza y protagonizada por Eric del Castillo, Regina Torné, Víctor Junco y Rosalba Brambila.

## Argumento
Unos bandidos roban una iglesia y raptan a María (Brambila), aunque el cura consigue matar por accidente a uno de ellos. Los dos restantes bandidos, Sam (Víctor Junco) y Brazos (Tito Junco), violan a la joven, y la venden en una cantina, donde la prostituta Verónica (Torné) la instruye en su oficio.

## Reparto
- Eric del Castillo como Padre Sierra.
- Regina Torné como Verónica.
- Víctor Junco como Sam.
- Rosalba Brambila como María.
- Federico Falcón como Pájaro azul.
- Lina Montes como Esposa de Pedro.
- Raúl Pérez Prieto
- Araceli Laiseka (como Aracely Layseka).
- Ángel Di Stefani como Padre Damián (como Angel De Stefani).
- Tamara Garina como Asistente de Verónica.
- Regino Herrera como Matias.
- Rina Valdarno
- Jacquelin Junco
- Fernando Pinkus como Ricardo.
- Jesús Gómez como Comisario.
- Leonor Gómez como Anciana en iglesia.
- Víctor Jordán
- Nicolás Jasso
- Marcelo Villamil como Sherriff.
- Eduardo Quintana
- Rubén Márquez como Pedro.
- José Chávez
- Tito Junco como Brazos.
- Gerardo Zepeda como Hombre en cantina (no acreditado).